# Oborná

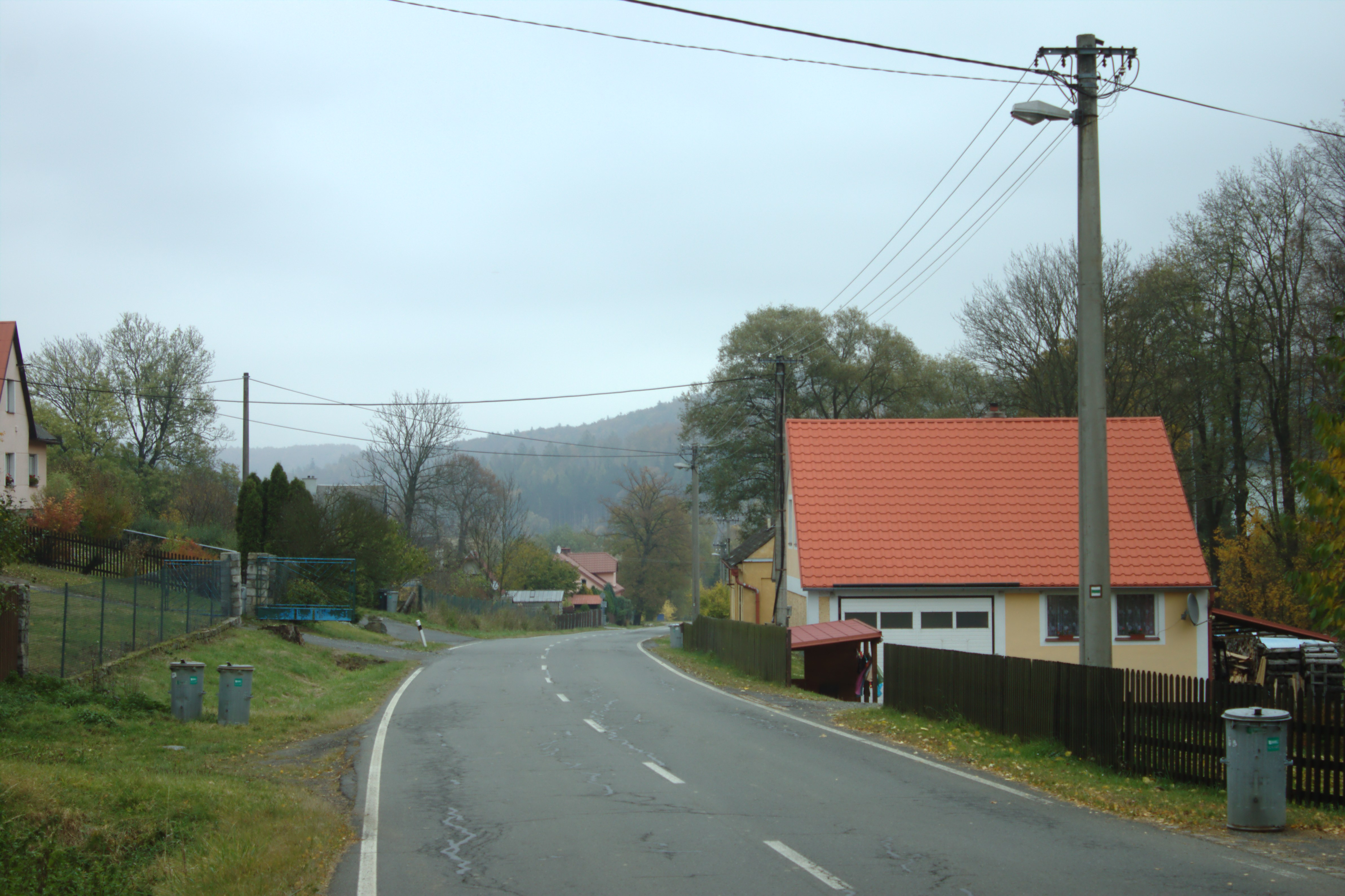
Häuser an der Dorfstraße

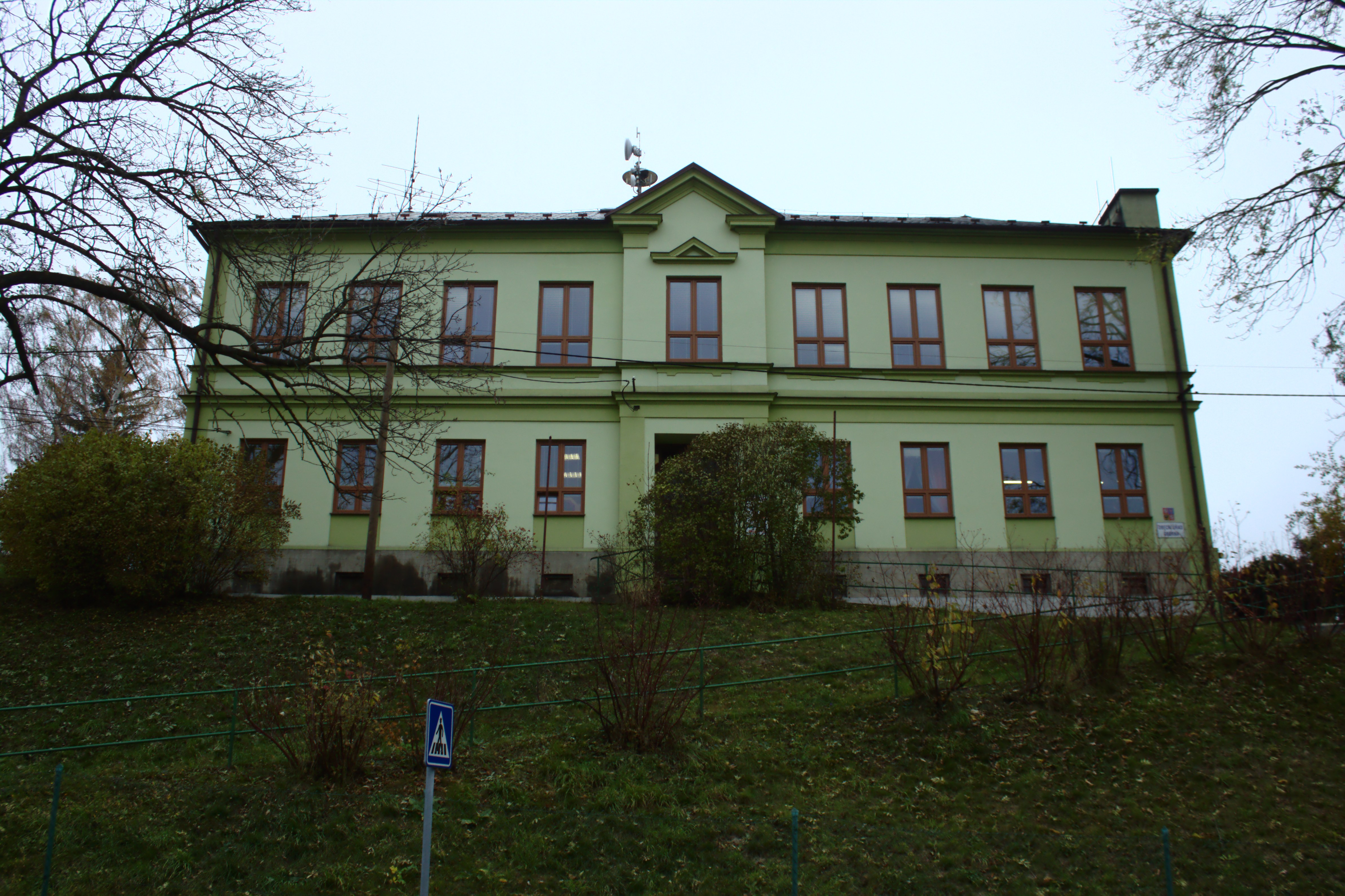
Ehemalige Schule

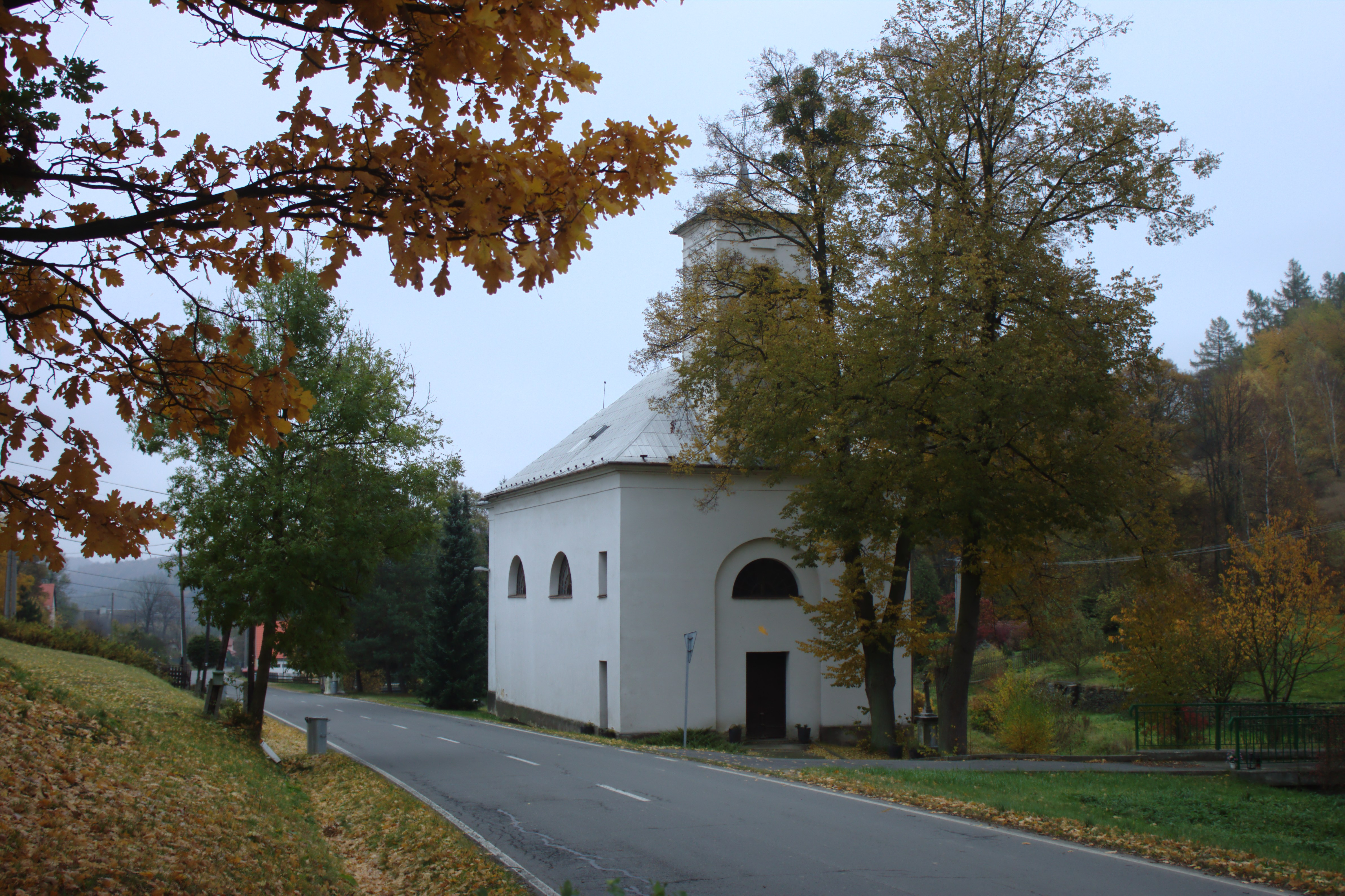
Dreifaltigkeitskirche

Oborná, bis 1947 Špilendorf, (deutsch Spillendorf) ist eine Gemeinde in Tschechien. Sie liegt zwei Kilometer nordöstlich von Bruntál (Freudenthal) und gehört zum Okres Bruntál. 

## Geographie
Das Hufendorf Oborná erstreckt sich auf knapp zweieinhalb Kilometern im Niederen Gesenke (Nízký Jeseník) am  Oberlauf des Baches Oborenský potok, dem im Ort der Zelený potok und unterhalb der Popel (Aschbach) zufließen. Nördlich erheben sich der Zelený vrch (539 m n.m.), die Bučina (635 m n.m.), die Obora (618 m n.m.) und die Rudná (636 m n.m.), im Nordosten der Jelení kopec (Hirschkuppe, 573 m n.m.), östlich die Smrčina (525 m n.m.), im Südosten der Na Špilovsku (632 m n.m.), südlich der Kozinec (Ziegenberg, 638 m n.m.), im Südwesten der Zadní Zelený vrch (572 m n.m.) sowie nordwestlich der Vlkov (597 m n.m.) und der Skalny (Steinberg, 606 m n.m.). Am nördlichen Ortsrand verläuft die Staatsstraße I/45 zwischen Krnov (Jägerndorf) und Bruntál, an den Hängen südlich über dem Dorf die Bahnstrecke Olomouc–Opava východ.
Nachbarorte sind Skrbovice (Schreiberseifen) und Kunov (Kunau) im Norden, Nové Heřminovy (Neu Erbersdorf) im Nordosten, Milotice nad Opavou (Milkendorf) im Osten, Jelení (Wockendorf) und Nové Pole (Neufeld) im Südosten, Dlouhá Stráň (Langenberg) und Mezina (Messendorf) im Süden, Bruntál im Südwesten, Staré Město (Altstadt) im Westen sowie Světlá (Lichtewerden) und Dětřichovice (Dittersdorf) im Nordwesten.

## Geschichte
Oborná entstand wahrscheinlich zu Beginn des 13. Jahrhunderts im Zusammenhang mit der Gründung der Königsstadt Freudenthal bei einem Wachtposten zum Schutze der Stadt gegen Norden. Der Standort des mittelalterlichen Wachturmes, von dem nichts erhalten ist, wird in den Hügeln südlich des Dorfes vermutet.
Die erste urkundliche Erwähnung von Oborná erfolgte 1405 im Zuge der Teilung des Teilherzogtums Freudenthal zwischen den Jägerndorfer Herzögen Johann II. und Nikolaus IV. unter dem Namen Spillenberg.  Im 15. Jahrhundert erlosch das Dorf. Durch die Herren von Würben, die 1459 die Herrschaft Freudenthal erworben hatten, wurde das wüste Spillenberg 1556 wiederbesiedelt. Ab 1568 wurde das Dorf als Spillendorf bezeichnet. Wegen der Unterstützung des Böhmischen Ständeaufstands von 1618 durch Johann d. J. von Würben und Freudenthal wurde die schlesische Herrschaft Freudenthal nach der Schlacht am Weißen Berg konfisziert und 1621 an den Deutschen Orden verkauft.
Im Jahre 1835 bestand das an der Jägerndorfer Straße gelegene Dorf Spillendorf aus 71 überwiegend hölzernen Häusern mit 452 deutschsprachigen Einwohnern, die von der Landwirtschaft lebten. Die Häuser lagen zerstreut in einem felsigen Tal. Im Ort gab es 28 Bauern, ansonsten Häuslerstellen, eine Schule und eine Kirche. Der steinige Boden war wenig ertragreich. Die Nutzfläche umfasste 673 Joch Ackerland, 81 Joch Wiesen, 49 Joch Hutweiden und ein Joch Wald. Pfarrort war Freudenthal. 1836 erfolgte der Bau einer neuen, steinernen Kirche. Bis zur Mitte des 19. Jahrhunderts blieb Spillendorf der Minderherrschaft Freudenthal untertänig.
Nach der Aufhebung der Patrimonialherrschaften bildete Spillendorf ab 1849 eine Gemeinde im Gerichtsbezirk Freudenthal. Ab 1869 gehörte Spillendorf zum Bezirk Freudenthal. Zu dieser Zeit hatte das Dorf 498 Einwohner und bestand aus 72 Häusern. Der tschechische Ortsname Špilendorf ist seit 1871 nachweislich. Im Jahre 1900 lebten in Spillendorf 569 Personen, 1910 waren es 511. Nach dem Zusammenbruch der k.k. Monarchie wurde die Gemeinde 1918 Teil der neu gebildeten Tschechoslowakei. Beim Zensus von 1921 lebten in den 85 Häusern der Gemeinde Spillendorf /  Špilendorf 459 Personen, darunter 454 Deutsche und zwei Tschechen. Im Jahre 1930 bestand die Gemeinde Spillendorf aus 95 Häusern und hatte 528 Einwohner; 1939 waren es 494. Nach dem Münchner Abkommen wurde die Gemeinde 1938 dem Deutschen Reich zugesprochen und gehörte bis 1945 zum Landkreis Freudenthal. Nach dem Ende des Zweiten Weltkrieges wurde  Špilendorf wieder Teil der Tschechoslowakei. Die deutschsprachige Bevölkerung wurde bis 1946 größtenteils vertrieben und der Ort mit Tschechen neubesiedelt. 1947 erfolgte die Umbenennung in Oborná. Im Jahre 1950 lebten in den 71 Häusern von Oborná 311 Personen. 1964 erfolgte die Eingemeindung nach Bruntál. Im Jahre 1970 hatte Oborná 282 Einwohner. Im Jahre 1991 hatte das Dorf 319 Einwohner und bestand aus 87 Häusern. Zum 1. Januar 1992 löste sich Oborná von Bruntál los und bildete eine eigene Gemeinde. Am 12. Mai 1996 hinterließ ein Jahrhunderthochwasser des Oborenský potok schwere Schäden. Im November 1997 begann der Bau der 2,2 km langen Ortsumgehung der Staatsstraße I/45, die im Oktober 2000 für den Verkehr freigegeben wurde. Seit 2003 führt die Gemeinde ein Wappen und Banner. Beim Zensus von 2011 lebten in den 104 Häusern der Gemeinde 356 Personen.

## Sehenswürdigkeiten
- Dreifaltigkeitskirche, errichtet 1836 im Empirestil anstelle eines hölzernen Vorgängerbaus
- Friedhofskapelle
- Ehemaliges Schulhaus, heute Kindergarten und Sitz des Gemeindeamtes
- Hegerhaus, Mansardbau aus der Zeit um 1900
- Steinernes Wegkreuz an der Kirche
- Steinernes Wegkreuz beim Haus Nr. 72
- Gedenkstein für die Gefallenen des Ersten Weltkrieges